# Constantin D. Moruzi
Constantin Moruzi, cunoscut și sub numele de Costache Moruz Pecheanu (n. 1816 sau 1819 -  d. 26 februarie 1886, Odesa) a fost un boier și dregător moldovean.
S-a căsătorit de două ori. Prima oară cu Pulheria Cantacuzino, cu care a avut un fiu, Alexandru, și a doua oară cu Ecaterina Sturza, nepoata domnitorului Ioniță Sandu Sturdza, relație din care s-a născut viitorul scriitor Dumitru C. Moruzi. 
Constantin Moruzi a crescut-o și nepoata sa, viitoarea regină a Serbiei Natalia Obrenovici, rămasă orfană.
A avut un rol important în Mișcarea separatistă de la Iași din 3 aprilie 1866.
Înmormântat în biserica "Sfîntul Ierarh Nicolae" din Ungheni pe care a și ridicat-o în 1882.
Figura lui Constantin Moruzi a servit drept prototip pentru personajul principal Alexandru Mavrocosta din romanul "Pribegi în țară răpită" scris de fiul său Dumitru C. Moruzi.